# Стефан Чалгаджиев
Стефан Чалгаджиев (на френски: Stéphane Tchalgadjieff) е френски филмов продуцент.
Роден е на 9 август 1942 година в Пловдив, но семейството му се премества в Париж през 1949 година. Завършва антропология в Колумбийския университет в Ню Йорк. След връщането си във Франция започва работа в киното като асистент на продукция, а от 1971 година продуцира филми, като „India Song“ (1975), „Дуел“ („Duelle“, 1976), „Вероятно дявола“ („Le Diable probablement“, 1977).

## Избрана филмография
- „India Song“ (1975)
- „Дуел“ („Duelle“, 1976)
- „Вероятно дявола“ („Le Diable probablement“, 1977)
- „Ерос“ („Eros“, 2004)